# بهمن‌آباد (شهربابک)
بهمن‌آباد، روستایی در دهستان استبرق از توابع بخش مرکزی شهرستان شهربابک در استان کرمان است.

## جمعیت
این روستا در دهستان استبرق قرار دارد و براساس سرشماری مرکز آمار ایران در سال ۱۳۹۵، جمعیت آن ۱۷ نفر (۶ خانوار) بوده‌است.